# Psychoda acanthostyla
Psychoda acanthostyla är en tvåvingeart som beskrevs av Tokunaga 1957. Psychoda acanthostyla ingår i släktet Psychoda och familjen fjärilsmyggor. Inga underarter finns listade i Catalogue of Life.